# Louis de Briey
Marie Louis Edouard de Briey (Ethe, 2 augustus 1850 - Sementron, 2 november 1918) was een Belgisch volksvertegenwoordiger.

## Biografie

### Familie
Graaf Louis de Briey was een zoon van graaf Camille de Briey, diplomaat, industrieel, senator en minister, en Caroline de Beauffort. Hij was een broer van graaf Albert de Briey, diplomaat en volksvertegenwoordiger.
Hij trouwde in 1874 in Brussel met barones Louise Kervyn de Lettenhove (1892-1932), dochter van baron Joseph Kervyn de Lettenhove, volksvertegenwoordiger, minister en historicus. Ze kregen vijf zoons en drie dochters.
- Renaud de Briey (1880-1960), intendant van de Civiele Lijst, trouwde in 1908 in Ailleville met Anne d'Ursel (1887-1988), dochter van graaf Charles d'Ursel, diplomaat en gouverneur van Henegouwen en West-Vlaanderen. Ze kregen vier zoons en twee dochters, met afstammelingen tot heden.
- Paul de Briey (1884-1969), rechtsgeleerde en hoogleraar aan de Universiteit van Angers, trouwde in 1920 in Angers met Suzanne de Contades (1890-1974). Ze kregen twee zoons en een dochter, maar zonder nakomelingen.
- Jeanne de Briey (1886-1929), trouwde in 1912 in Sint-Michiels met Charles de Gargan (1880-1973), bioloog. Ze kregen drie dochters, met afstammelingen tot heden.
- Joseph de Briey (1890-1954), trouwde in 1938 in Marchin met Geneviève de Robiano (°1898). Het huwelijk bleef kinderloos.
- Pierre de Briey (1896-1984), gouverneur van de Evenaarsprovincie en Kivu in Belgisch-Congo, trouwde in 1934 in Brussel met Ioana Emanuela Ghika (1909-2000), dochter van Dimitrie I. Ghika, Roemeens politicus, diplomaat en historicus. Ze kregen vijf zoons en een dochter, met afstammelingen tot heden.

Hij was een oom van graaf Charles de Broqueville, premier.

### Loopbaan
De Briey werd in 1878 verkozen tot katholiek volksvertegenwoordiger voor het arrondissement Virton en zetelde tot in 1880.